# Чамдо
Чамдо (кит. спр. 昌都市, піньїнь: Chāngdū Shì; тиб. ཆབ་མདོ་གྲོང་ཁྱེར།) — місто-округ в Тибетському автономному районі.

## Географія
Округ Чамдо займає значну частину сходу Тибетського плато (регіон Кхам).
Межує з провінціями Цинхай, Сичуань та Юньнань на півночі, сході та південному сході відповідно.

### Клімат
Місто знаходиться у зоні, котра характеризується кліматом полярних пустель. Найтепліший місяць — липень із середньою температурою 17.8 °C (64 °F). Найхолодніший місяць — січень, із середньою температурою -1.1 °С (30 °F).
| Клімат Чамдо (район Каруб) | Клімат Чамдо (район Каруб) | Клімат Чамдо (район Каруб) | Клімат Чамдо (район Каруб) | Клімат Чамдо (район Каруб) | Клімат Чамдо (район Каруб) | Клімат Чамдо (район Каруб) | Клімат Чамдо (район Каруб) | Клімат Чамдо (район Каруб) | Клімат Чамдо (район Каруб) | Клімат Чамдо (район Каруб) | Клімат Чамдо (район Каруб) | Клімат Чамдо (район Каруб) | Клімат Чамдо (район Каруб) |
| Показник                   | Січ.                       | Лют.                       | Бер.                       | Квіт.                      | Трав.                      | Черв.                      | Лип.                       | Серп.                      | Вер.                       | Жовт.                      | Лист.                      | Груд.                      | Рік                        |
| Абсолютний максимум, °C    | 16                         | 18                         | 22                         | 25                         | 30                         | 32                         | 32                         | 28                         | 28                         | 27                         | 22                         | 20                         | 32                         |
| Середній максимум, °C      | 7                          | 9                          | 12                         | 17                         | 20                         | 23                         | 24                         | 22                         | 21                         | 17                         | 13                         | 9                          | 16                         |
| Середня температура, °C    | −1                         | 1                          | 4                          | 9                          | 12                         | 16                         | 17                         | 16                         | 14                         | 9                          | 4                          | 0                          | 8                          |
| Середній мінімум, °C       | −10                        | −7                         | −3                         | 1                          | 5                          | 9                          | 11                         | 10                         | 7                          | 2                          | −5                         | −9                         | 1                          |
| Абсолютний мінімум, °C     | −20                        | −18                        | −12                        | −7                         | 0                          | 1                          | 6                          | 3                          | 0                          | −7                         | −15                        | −18                        | −20                        |
| Вологість повітря, %       | 32                         | 35                         | 36                         | 39                         | 48                         | 57                         | 64                         | 69                         | 63                         | 56                         | 43                         | 38                         | 48                         |
| -------------------------- | -------------------------- | -------------------------- | -------------------------- | -------------------------- | -------------------------- | -------------------------- | -------------------------- | -------------------------- | -------------------------- | -------------------------- | -------------------------- | -------------------------- | -------------------------- |
| Джерело: Weatherbase       |                            |                            |                            |                            |                            |                            |                            |                            |                            |                            |                            |                            |                            |

## Адміністративний поділ
Префектура поділяється на 1 район та 10 повітів
| Карта                                                                        | Карта   | Карта      | Карта        | Карта            |
| ---------------------------------------------------------------------------- | ------- | ---------- | ------------ | ---------------- |
| Каруб Джомда Гонджо Ривоче Денгчен Жаг'яб Башо Цзоганг Маркам Лхоронг Банбар |         |            |              |                  |
| Статус                                                                       | Назва   | Китайською | Тибетською   | Населення (2010) |
| Район                                                                        | Каруб   | 卡若区     | མཁར་རོ་ཆུས།    | 116 500          |
| Повіт                                                                        | Банбар  | 边坝县     | དཔལ་འབར་རྫོང་། | 35 767           |
| Повіт                                                                        | Башо    | 八宿县     | དཔའ་ཤོད་རྫོང་།  | 39 021           |
| Повіт                                                                        | Гонджо  | 贡觉县     | གོ་འཇོ་རྫོང་།    | 40 434           |
| Повіт                                                                        | Денгчен | 丁青县     | སྟེང་ཆེན་རྫོང་།   | 69 888           |
| Повіт                                                                        | Джомда  | 江达县     | འཇོ་མདའ་རྫོང་།  | 76 026           |
| Повіт                                                                        | Жаг'яб  | 察雅县     | བྲག་གཡབ་རྫོང་།  | 56 789           |
| Повіт                                                                        | Лхоронг | 洛隆县     | ལྷོ་རོང་རྫོང་།    | 47 491           |
| Повіт                                                                        | Маркам  | 芒康县     | སྨར་ཁམས་རྫོང་།  | 81 399           |
| Повіт                                                                        | Ривоче  | 类乌齐县   | རི་བོ་ཆེ་རྫོང་།   | 49 870           |
| Повіт                                                                        | Цзоганг | 左贡县     | མཛོ་སྒང་རྫོང་།   | 44 320           |